# Li Tang
Li Tang (Hoyang, 1050 – Hangzhou, 1130) è stato un pittore cinese.

## Biografia
La sua carriera di studio e di formazione si effettuò alla scuola dei Song settentrionali.
Paesaggista settentrionale, fondò un'importante accademia a Hangzhou, nata sotto il patronato imperiale.
Li Tang si ispirò allo stile di Fan Kuan, inserendovi innovazioni nella resa paesaggistica, che evidenziarono soprattutto gli elementi del primo piano, in contrasto con le forme evanescenti dello sfondo.
Nelle sue opere la struttura delle montagne risalta con una tecnica 'puntinista'.
Nel dipinto Contadino di ritorno dalla festa del villaggio (Museo di Pechino), Li Tang espresse la descrizione di piacevoli episodi rurali.